# Astroboy
Astroboy (鉄腕アトム, Tetsuwan Atomu) is een Japanse mangaserie bedacht door Osamu Tezuka. De manga verscheen van 1952 tot 1968. De manga is ook driemaal verwerkt tot een animeserie. In 2009 is een digitaal geanimeerde film uitgekomen van Astro Boy.

## Inhoud
Astroboy speelt zich af in futuristische wereld waarin androïden naast mensen leven. Het verhaal draait om de gelijknamige robot "Astroboy" (soms ook simpelweg "Astro" genoemd). Astroboy is een geavanceerde robot ontworpen door Dr. Tenma, het hoofd van het ministerie van wetenschap, als vervanging voor zijn overleden zoon, Tobio, die om het leven is gekomen bij een auto-ongeluk. Al snel ontdekt Tenma echter dat Astroboy Tobio nooit zal kunnen vervangen, vooral omdat hij niet ouder wordt en geen menselijke esthetica bezit. Hij verkoopt Astroboy daarom aan de circuseigenaar Hamegg.
Een tijdje later wordt Astroboy in het circus opgemerkt door professor Ochanomizu, het nieuwe hoofd van het ministerie van wetenschap. Hij koopt Astroboy, en ontdekt al snel diens speciale vaardigheden en mogelijkheid tot het uiten van menselijke emoties. Onder Ochanomizu’s leiding gaat Astroboy zich bezighouden met het bestrijden van misdaad en onrecht. Veel van zijn tegenstanders zijn aliens, vijandige robots en robothatende mensen.

## Manga
De originele manga verscheen van 1952 tot 1968. In 1975 volgde een tweede mangaserie, en in 1980-81 een derde.
De originele verhalen zijn ook in het Engels uitgebracht door Dark Horse Comics. In deze vertaling is alleen de naam van de hoofdpersoon vertaald naar Astro Boy omdat die naam beter bekend is bij een westers publiek. De andere personages worden bij hun Japanse namen genoemd.
In 2004 werd een nieuwe mangaversie van Astroboy geschreven door mangaka, Akira Himekawa. In deze mangaserie zien de personages er net zo uit als in de animeserie uit 2003. De plot wijkt echter sterk af van Tezuka’s originele manga, en bevat meer geweld.

### Productie
De Astroboy serie bestaat uit verschillende verhaallijnen. Volgens Frederik L. Schodt, die de Engelstalige versie van de serie schreef, werd Astroboy moderner en meer schattig qua tekenstijl terwijl Tezuka’s tekenstijl vooruitging. Tegelijkertijd zou ook de lay-out van de pagina's gebruikt in de Astroboy-episodes creatiever worden. In verscheidene verhalen van Astroboy waren de eerste pagina's in kleur gedrukt. Tezuka had een "Star System van personages" waardoor veel personages die in Astroboy verschenen ook in andere werken van Tezuka opdoken. Schodt legde uit dat Tezuka een dialoog ontwikkelde met zijn lezers, omdat hij heel veel verhalen maakte in zijn leven. Tezuka had ook vaak de gewoonte komische personages plots te introduceren in het verhaal, als hij vond dat het te serieus werd. Tezuka voelde zich ook bij momenten vastgezet door het verlangen van het jonge, mannelijke publiek naar het zien van vechtende robots.
Met Astroboy stelde Tezuka een wereld voor waar de mens en kuntsmatige intelligentie naast elkaar leven. In zijn tijd had Japan nog niet de reputatie van wetenschap en technologie die het wel kreeg de daaropvolgende decennia.
Er is ook een Akita Shoten-collectie gemaakt van de verhalen van Astroboy. In deze reeks verschenen de verhalen echter niet in de volgorde waarin ze gemaakt werden, maar in de volgorde die volgens Tezuka het meest geschikt was. De collectie begint met "Astroboy wordt geboren", een hoofdstuk dat Tezuka schreef in 1975 om de collectie van de verhalen meer begrijpelijk te maken. Het eerste Astroboy verhaal dat ooit werd geschreven, in April 1951, verschijnt pas in volume 15. Tezuka hertekende ook vaak hoofdstukken die hij eerder had gemaakt. Schodt legde uit dat de reden voor deze herschikking is dat wanneer je twee episodes vergelijkt die tegelijkertijd gemaakt werden, de één moderner kan lijken dan de ander omdat Tezuka de tekenstijl veranderde.

### Nederlandstalige versie
In 2002 en 2003 heeft Standaard Uitgeverij zeven delen van de manga uitgebracht in het Nederlands. Deze versie behield de oorspronkelijke leesricht (van rechts naar links) en is vertaald uit het Japans door Nippon Consulting bvba.

### Engelstalige versie
De Engelstalige versie van Astroboy is een aanpassing van de Akita Shoten-collectie. Het werd zo gemaakt dat wanneer je een hoofdstuk doorbladert, het verhaal zich afspeelt van links naar rechts, de westerse leeswijze, terwijl de Japanse versie van rechts naar links dient gelezen te worden. Het verhaal speelt zich af in Japan met Japanse personages. Schodt geloofde dat het nodig was zoveel mogelijk Japanse namen te behouden tenzij het echt niet anders kon. Zo vertaalde hij de bijnaam "Higeoyaji" naar "Mr. Mustachio" (Meneer Moustache), omdat de bijnaam anders niet verstaanbaar zou zijn. Hij koos er ook voor de Engelse naam Astro Boy te gebruiken omdat hij vond dat "Astro" fel lijkt op de Japanse naam "Atom" dat ook een Engels woord is. Schodt vond het belangrijk de klanken van de namen te behouden, zeker als ze beroemd waren.
De redacteurs van de Engelstalige Astro Boy verwijderden geen materie die kon opgevat worden als racistische opmerkingen. Sommige delen in Astroboy spotten met buitenlanders, zoals mensen uit Afrika en Zuidoost-Azië. De redacteurs verantwoordden zichzelf hiervoor door te verklaren dat die volken van in de tijd van originele publicatie, niet langer dezelfde bevolkingen waren in het jaar 2002. Het zou niet Tezuka's bedoeling geweest zijn om die volkeren te discrimineren. Bovendien wilden ze wel aanpassingen maken, maar omwille van het feit dat Tezuka al overleden was in 2002 en ze niet zijn toestemming voor die wijzigingen konden vragen, besloten ze uit respect voor hem niets aan te veranderen.

## Personages
- Atom/ Astro/ Astroboy
- Professor Ochanomizu/Dokter Packidermus J. Elefun, hoofd van het Ministerie van Wetenschap
- Astroboy's ouders, gemaakt door Ochanomizu zodat Astroboy menselijker leek
- Uran/ Astro Girl, Astroboys jongere zus
- Cobalt/ Jetto, Astroboys jongere broer (in de anime van 1960 is hij de oudere broer)
- Chi-Tant/ Ti-Tan, Astroboys babybroertje
- Higeoyaji/ Mustachio/ Shunsaku Ban/ Meneer Percival Pompous/ Papa Walrus/ Albert Duncan, Astroboys schoolleraar en ook zijn buur in de originele manga en in de tv-serie van 1980. In de tv-serie van 1960 was hij privédetective.
- Shibugaki en Tamao/ Dinny and Specs, twee vrienden van Astroboy
- Chief Nakaruma/ Chief McLaw
- Inspecteur Tawashi/ Inspecteur Gumshoe

## Animeseries

### 1963
De eerste Astroboy-animeserie werd geproduceerd in 1963 door Mushi Production. Osamu Tezuka verzorgde zelf de regie. Met 193 afleveringen was dit tevens de langste van de drie series. De serie maakte zijn debuut op Fuji TV, maar werd later verplaatst naar NHK.
Astroboy was de eerste Japanse televisieserie die de esthetica welke later standaard zouden worden voor anime toepaste.
De serie werd ook in het Engels nagesynchroniseerd door NBC. In 2007 begon Cartoon Network met het online uitzenden van afleveringen van de serie.

#### Engelstalige versie
Voor de Engelse versie besloot NBC-enterprises, die ook de producers zijn, de anime "Astro Boy" te noemen. Van de 193 episodes die gemaakt werden, zijn er 104 gedubd in het Engels door Fred Ladd. Het is opmerkelijk dat de manga niet vertaald werd naar het Engels totdat Dark Horse Comics dit deed in 2000. De namen werden aangepast voor het Amerikaanse publiek. Volgens Frederik L. Schodt, die de Engelse versie van de originele manga heeft gemaakt, waren de namen knap veranderd voor de smaak van het Amerikaanse volk.
De Engelse versie had een openingsliedje met de woorden: " There you go, Astro Boy! On your mission today! Here's the countdown and the blast-off! Everything is go, Astro Boy!.... " Fred Ladd beweerde dat de Japanse producers zo onder de indruk waren door de woorden die toegevoegd werden aan het openingslied (die daarvoor enkel instrumentaal was) dat ze zelf ook woorden toevoegden aan de Japanse versie en dat hierdoor de trend gezet was voor muziek bij anime.

### 1980
De tweede serie werd geproduceerd in 1980 door Tezuka Productions. De serie werd geregisseerd door Noburo Ishiguro. Deze serie bevat in totaal 52 afleveringen.
De serie is in grote lijnen een remake van de serie uit 1963, maar bevat duisterdere verhaallijnen en de focus ligt meer op Astroboys vaardigheden. Osamu Tezuka schreef zelf mee aan de serie. De serie introduceerde ook een nieuw personage voor de Astroboy-franchise: Astro’s kwaadaardige “broer” Atlas.

### 2003
De derde serie werd eveneens geproduceerd door Tezuka Productions, maar geregisseerd door Kazuya Konaka. De serie telt 50 afleveringen en werd in Vlaanderen uitgezonden door VTM van 29 augustus 2008 tot en met 14 januari 2009 in het Engels met Nederlandse ondertiteling.
Deze serie werd gemaakt ter viering van het 40-jarig jubileum van de originele animeserie. Alle personages ondergingen voor de serie wat veranderingen qua uiterlijk. Ook hanteerde deze serie samen met de Japanse titel ook de Engelse naam “Astro Boy”.
Hoewel de meeste afleveringen van de serie los van elkaar te kijken zijn, heeft de serie in zijn geheel wel duidelijk een begin, midden en eind.

## Computerspellen
Konami ontwikkelde het spel Mighty Atom voor de Nintendo Entertainment System in 1988. Het was bekend om zijn hoge moeilijkheidsgraad door het ontbreken van meerdere levens. Banpresto ontwikkelde het spel ook voor de Super Famicom System in 1994, en volgt eveneens de gebeurtenissen van de Manga-serie.
Astro Boy: The Video Game is een computerspel gebaseerd op de Astro Boy-film uit 2009. Het kwam uit in oktober 2009 voor de Nintendo Wii, Nintendo DS, PlayStation Portable en Playstation 2.
In 2003 kwam het spel Astro Boy: Omega Factor uit voor de Game Boy Advance.

## Films
In 1964 verscheen de animatiefilm Hero of Space, welke bestond uit een compilatie van drie afleveringen van de animeserie uit 1963: The Robot Spaceship, Last Day on Earth and Earth Defense Squadron.
In 2009 kwam er een digitaal geanimeerde film van Astro Boy, geproduceerd door Imagi Animation Studios.

## Vergelijking met Mega Man
Het eerste computerspel met het personage Mega Man kwam uit in 1987. Mega Man is grotendeels ontstaan door inspiratie afkomstig van Astroboy. Capcom-ontwerper Keiji Inafune gaf aan dat hij een groot fan van Astroboy is, en een eigen computerspel wilde maken met een jongensachtige robot die tegen het kwaadaardige vecht.